# Putiłow-Austin
Putiłow-Austin (ros. Остин-Путиловец) – rosyjski samochód pancerny skonstruowany w roku 1916. 
Wzorowany na eksportowanych do Rosji samochodach pancernych firmy Austin. Razem z oryginalnymi samochodami pancernymi Austin i rosyjskimi samochodami pancernymi Iżorski-Fiat pojazdy Putiłow-Austin stanowiły podstawę uzbrojenia rosyjskich pododdziałów samochodów pancernych podczas I wojny światowej, a później były wykorzystywane podczas rewolucji październikowej i wojny domowej toczących się na terenie Rosji.

## Użycie
Podczas wojny polsko-bolszewickiej armia polska zdobyła około 20 wozów Putiłow-Austin, które wykorzystywała militarnie przeciw bolszewikom. Kilka z nich było jeszcze w latach 30. XX wieku na wyposażeniu Wojska Polskiego.